# Chevenez
Chevenez is een plaats en voormalige gemeente in het Zwitserse kanton Jura, en maakt deel uit van het district Porrentruy.
Chevenez telt 643 inwoners.

## Geschiedenis
Op 1 januari 2009 fuseerde Chevenez met Damvant, Reclere en Roche-d'Or tot de de gemeente Haute-Ajoie.

## Externe link

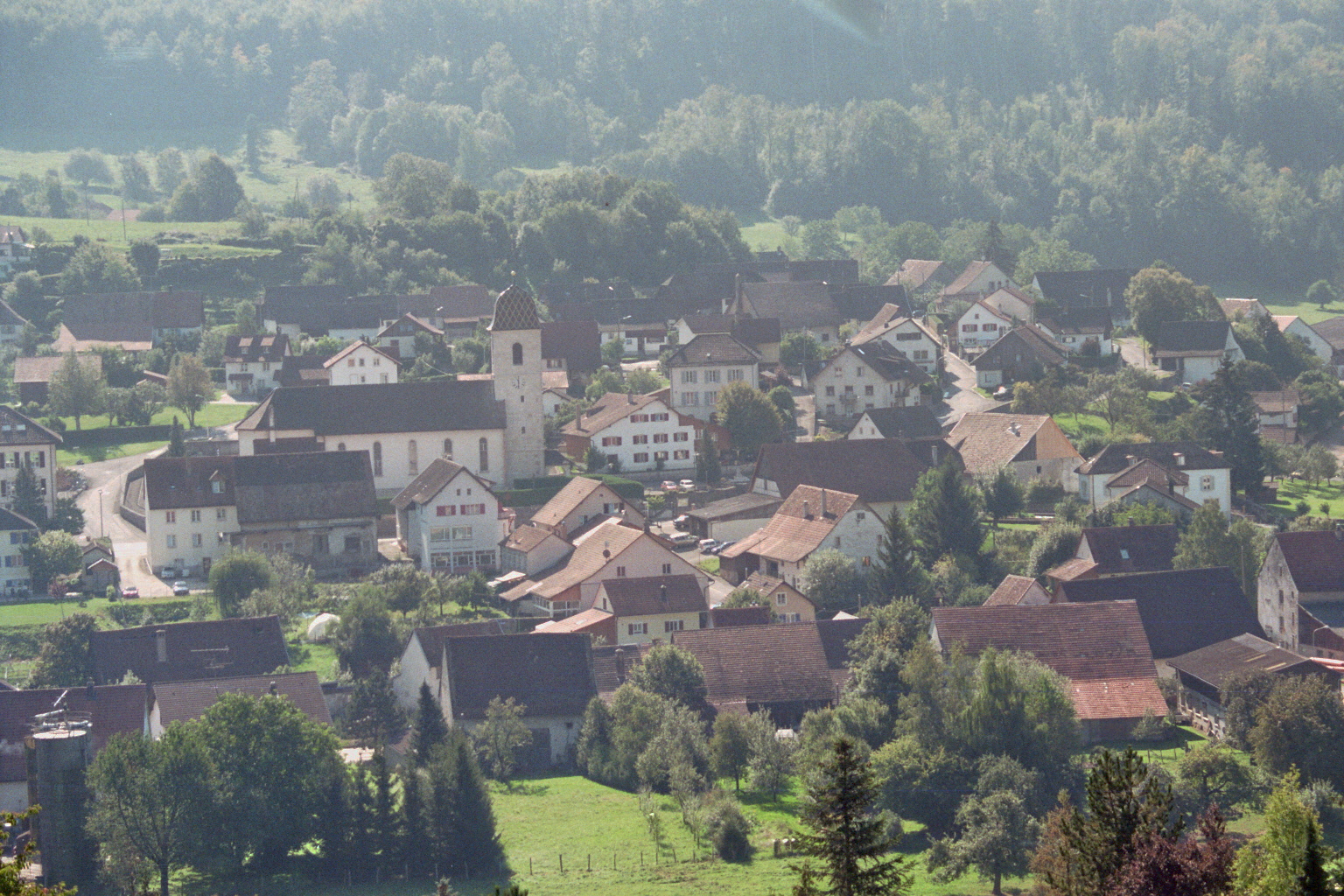
Chevenez